# Victor Pop (zoolog)
Victor Pop (n. 26 aprilie 1903, Măluț, România – d. 1 mai 1976) a fost un zoolog român, unul dintre eminenții profesori ai facultății de științe naturale și geografie a Universității clujene Babeș-Bolyai, în cadrul căreia a desfășurat, timp de aproape 30 de ani o prodigioasă activitate didactică și științifică. A publicat în 1957-1962  primul curs universitar de zoologia vertebratelor din țara noastră în 1.136 de pagini. A fost unul dintre autorii manualului Zoologia vertebratelor (Editura Didactică și Pedagogică, București, 768 pagini).  Victor Pop și-a dedicat întreaga activitatea științifică studiului lumbricidelor și oligochetelor acvatice,  iar lucrările științifice asupra lor au avut o largă recunoaștere pe plan internațional.

## Cursuri universitare
- 1957 - Curs de zoologia Vertebratelor. Vol. I, Litografia Învățământului, Cluj, 608 p.
- 1959 - Curs de zoologia Vertebratelor. Vol. II. Fasc.1, Reptile și păsări. Litografia Învățământului, Cluj, 608 p.
- 1962 - Zoologia Vertebratelor. Vol. II, fasc. 1. Mamiferele, Ed. Didactică și Pedagogică, București, 207 p.
- 1964 - Zoologia Vertebratelor, Ed. Didactică și Pedagogică, București, 768 p. (în colab. cu Z. Feider, Al. V. Grossu și Șt. Gyurko). Ediția a II-a în 1967, ediția a III-a în 1976.

## Lucrări științifice publicare
- 1941 - Zur Phylogenie und Systematik der Lumbriciden. Zoologische Jahrbücher (Systematik), 74: 487-522.
- 1948 - Lumbricidele din Romania. Anal. Acad. R.P.Romania, Sect. Geol. Geogr. Biol., Ser. A, 1, 9: 1-124 (Romanian, French and Russian summary)
- 1965 - Systematische Revision der Europäischen Branchiobdelliden (Oligochaeta). Zool. Jahrb. (Syst) 92: 2119-238